# Безжалостное небо
«Безжалостное небо» (англ. The Cruel Sky) — небольшой фантастический рассказ Артура Кларка (1966).

## Сюжет
Доктор  Жюль Элвин и проводник Джордж  Харпер подымаются на Эверест. Но это не простое восхождение, Доктор Элвин — калека от рождения, на вершину он подымается с помощью изобретенного им антигравитатора, который настроен так, чтобы уменьшить вес альпинистов в четыре раза. Учёный решил совместить испытание устройства и исполнение своей мечты.
При спуске с вершины попадают в пургу и срываются в пропасть. Чтобы не разбиться герои включают антигравитатор на полную мощность и взлетают в небо. Регулируя мощность устройства они приземляются в ущелье. Джордж  Харпер получает сотрясение мозга. Мощности рации не хватает чтобы передать сигнал бедствия.
В одну из ночей вокруг палатки героев раздается странный шум, кто-то ходит рядом. Потом они слышат как антигравитаторы взмывают в небо.
На следующий день к ним прилетает вертолёт. Спасатель рассказывает им что станции слежения обнаружили мертвого
гималайского снежного барса,  запутавшегося  в  какой-то  сбруе, парящим на
высоте в девяносто тысяч футов и не падающим вниз.